# 日本写真著作権協会
一般社団法人日本写真著作権協会（にほんしゃしんちょさくけんきょうかい、Japan Photographic Copyright Association）は、日本を代表する11の写真団体を会員とし、写真著作権の擁護と著作物の利用促進に取り組んでいる。略称「JPCA」。2022年より会長は写真家の田中秀幸。2000年から2022年の会長は写真家の田沼武能。
日本写真家協会、日本広告写真家協会、日本写真文化協会、日本肖像写真家協会、日本写真作家協会、全日本写真連盟、日本スポーツプレス協会、日本自然科学写真協会、日本風景写真協会、日本写真協会、日本スポーツ写真協会の11団体を会員としている。
日本複製権センター、授業目的公衆送信補償金等管理協会 (SARTRAS)、著作権情報センターに加盟している。

## 組織の変遷
任意団体としての創立は、1971年5月31日。1970年の著作権法改正によって1971年から写真著作権の保護期間が「公表後50年」に延長されたことを受けて、写真著作権の保護と円滑な利用などのために､日本写真家協会､日本広告写真家協会､日本写真文化協会､日本肖像写真家協会､全日本写真連盟､日本報道写真連盟を結集して発足した。発足時の会長は、渡辺義雄。
これに先駆けて、写真の著作権擁護・保護期間の延長のための法整備を推進する組織として、1965年には、全日本写真連盟、日本広告写真家協会、日本肖像写真家協会、日本写真家協会、日本写真文化協会、東京写真事業協同組合の6団体が加盟する全日本写真著作者同盟（委員長＝渡辺義雄）が結成されていた。
日本写真著作権協会と全日本写真著作者同盟のふたつの団体は、法整備に向けた運動と実際の著作権管理のふたつの仕事を分担しながら、協力し、2000年10月に合併し、新たな日本写真著作権協会としてスタートした。
さらに、2003年6月5日、有限責任中間法人となった。

## 事業内容
写真著作権に関する管理業務の他に、写真著作権の保護、写真著作権者の相互の親睦、権利の擁護などのために活動している。
フォトコンテストの応募要項における写真著作権帰属などの規定について、範例を作成するなどして、写真著作権の確立のための活動を行っている。

## 注
1. ↑  関連団体日本写真著作権協会公式サイト
2. ↑  JPCAについて日本写真著作権協会公式サイト
3. ↑  写真の著作権の保護期間の項目参照。
4. ↑  「JPCA（Japan Photographic Copyright Association）設立について」堀切保郎知的所有権部副部長･JPCA理事APA著作権レポートvol.3
5. ↑  日本写真家協会沿革
6. ↑  前掲「JPCA（Japan Photographic Copyright Association）設立について」
7. ↑  JPCAについて日本写真著作権協会公式サイト
8. ↑  https://jpca.gr.jp/about/about-jpca/ 前掲・JPCAについて]
9. ↑  フォトコンテスト主催者の皆様へ